# Praia da Claridade
Koordinaten: 40° 9′ 15,4″ N, 8° 52′ 16,8″ W
Die Praia da Claridade (dt.: „Strand der Helligkeit“) ist der Stadtstrand von Figueira da Foz an der Costa da Prata (dt.: Silberküste) in Portugal. Nach seinem denkmalgeschützten Uhrturm (Torre do Relógio) wird der Strand immer häufiger auch Praia do Relógio genannt.
Er zeichnet sich durch seine Breite und seine namensgebenden Lichtverhältnisse aus. Seine Promenade, mit maritim gemusterter Calçada Portuguesa (der typischen portugiesischen Pflasterung) und von Bäumen und Palmen gesäumt, ist gekennzeichnet durch den Uhrturm, das Grand Hotel von 1953, und die hohe Glasfront des Hotel Sweet Atlantic & Spa.
Die Praia da Claridade war mehrfach Austragungsort von Sportveranstaltungen, etwa des Mundialito (Strandfußball) oder des ISDE Portugal 2009, einem Enduro-Motorradrennen.
Seit 2012 findet hier das RFM Somnii (auch Figueira da Foz Sunset Festival) statt, ein Festival elektronischer Tanzmusik mit mehreren Zehntausend Besuchern alljährlich Anfang Juli. Bei der Ausgabe 2016 traten u. a. DJ Snake, R3hab, Hardwell, Diego Miranda, Oliver Heldens und Galantis auf.

## Galerie

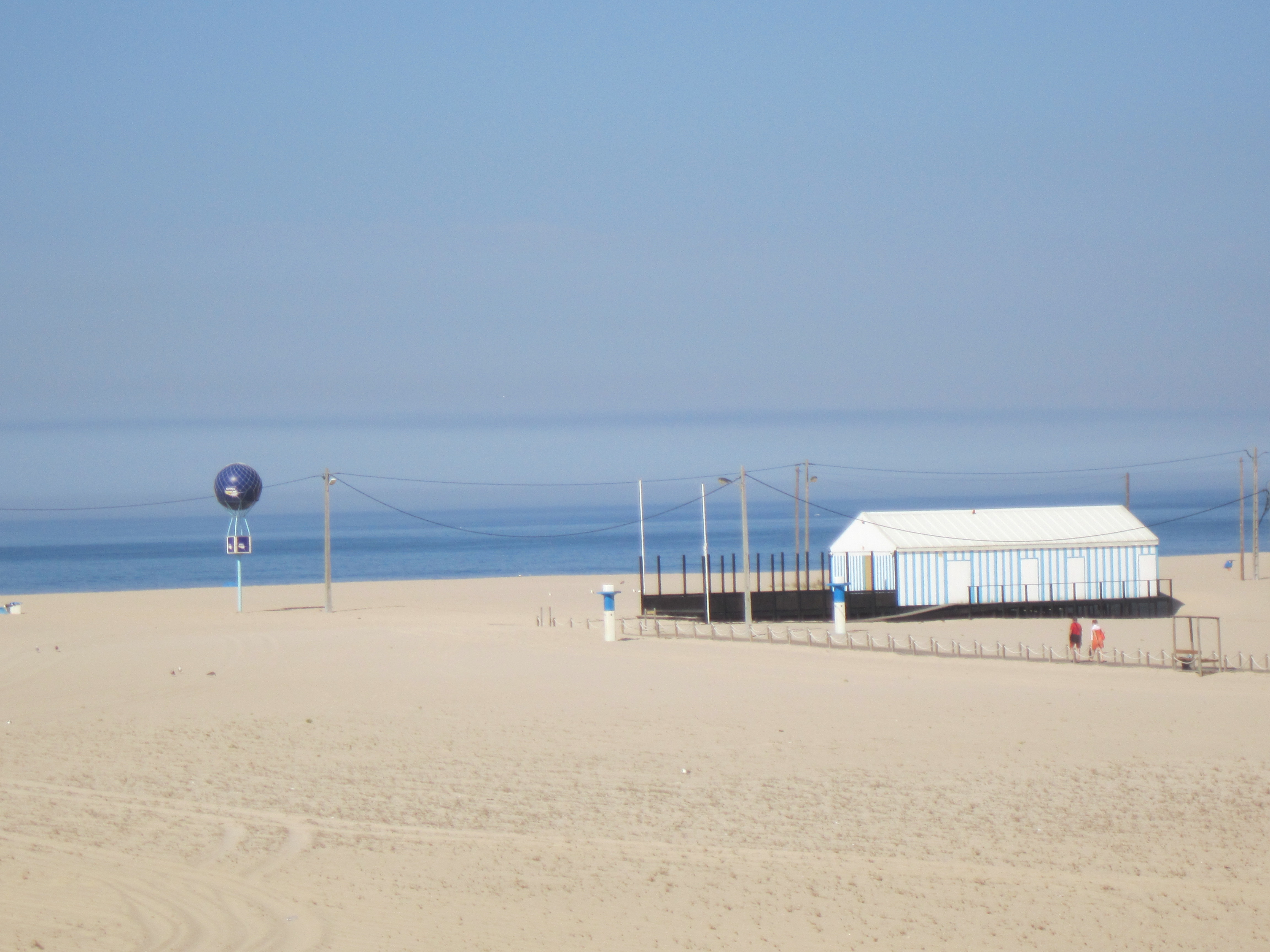
Herbst an der Praia da Claridade
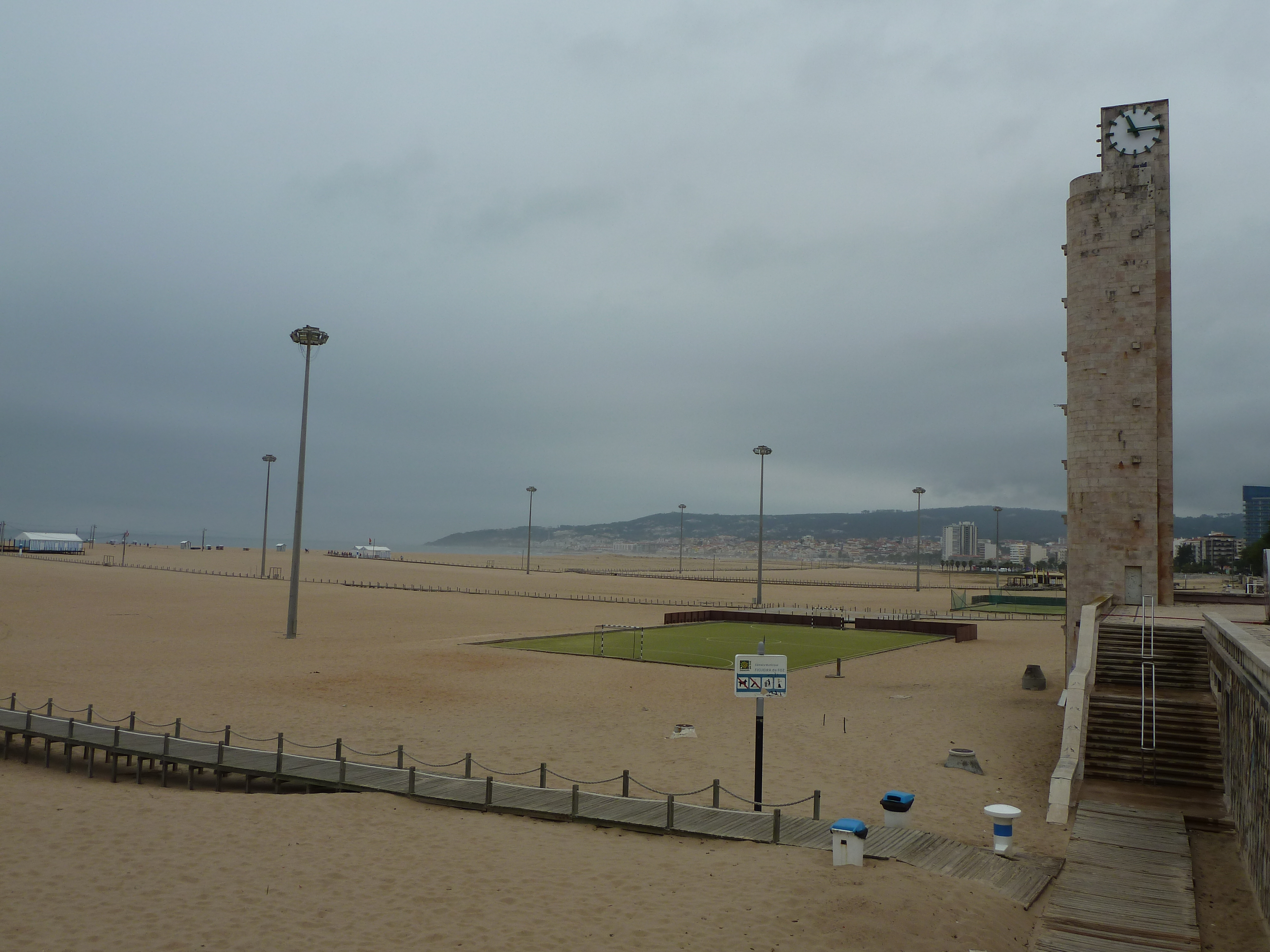
Seitenansicht des Strandes mit Uhrenturm
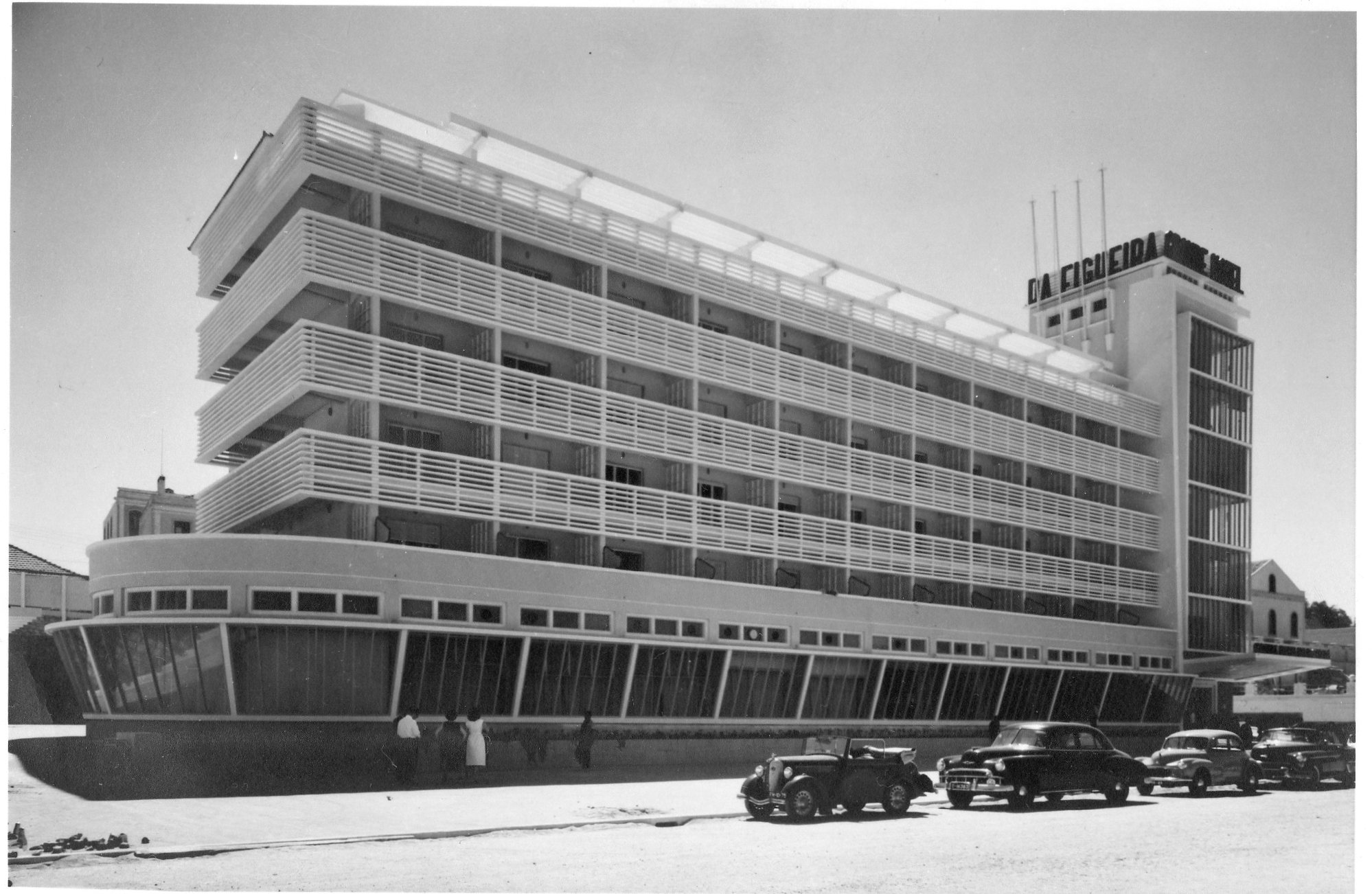
Das Grande Hotel in den 1950er Jahren
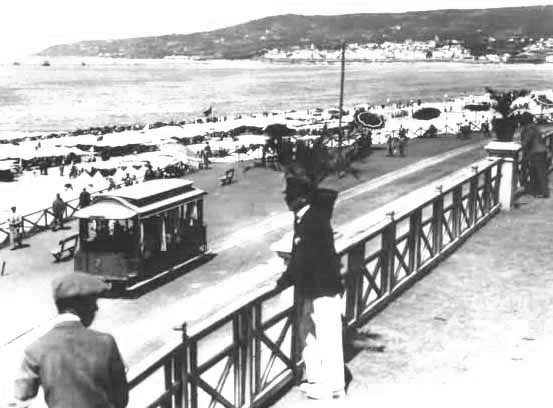
Pferdestraßenbahn vor der Praia da Claridade, um 1860
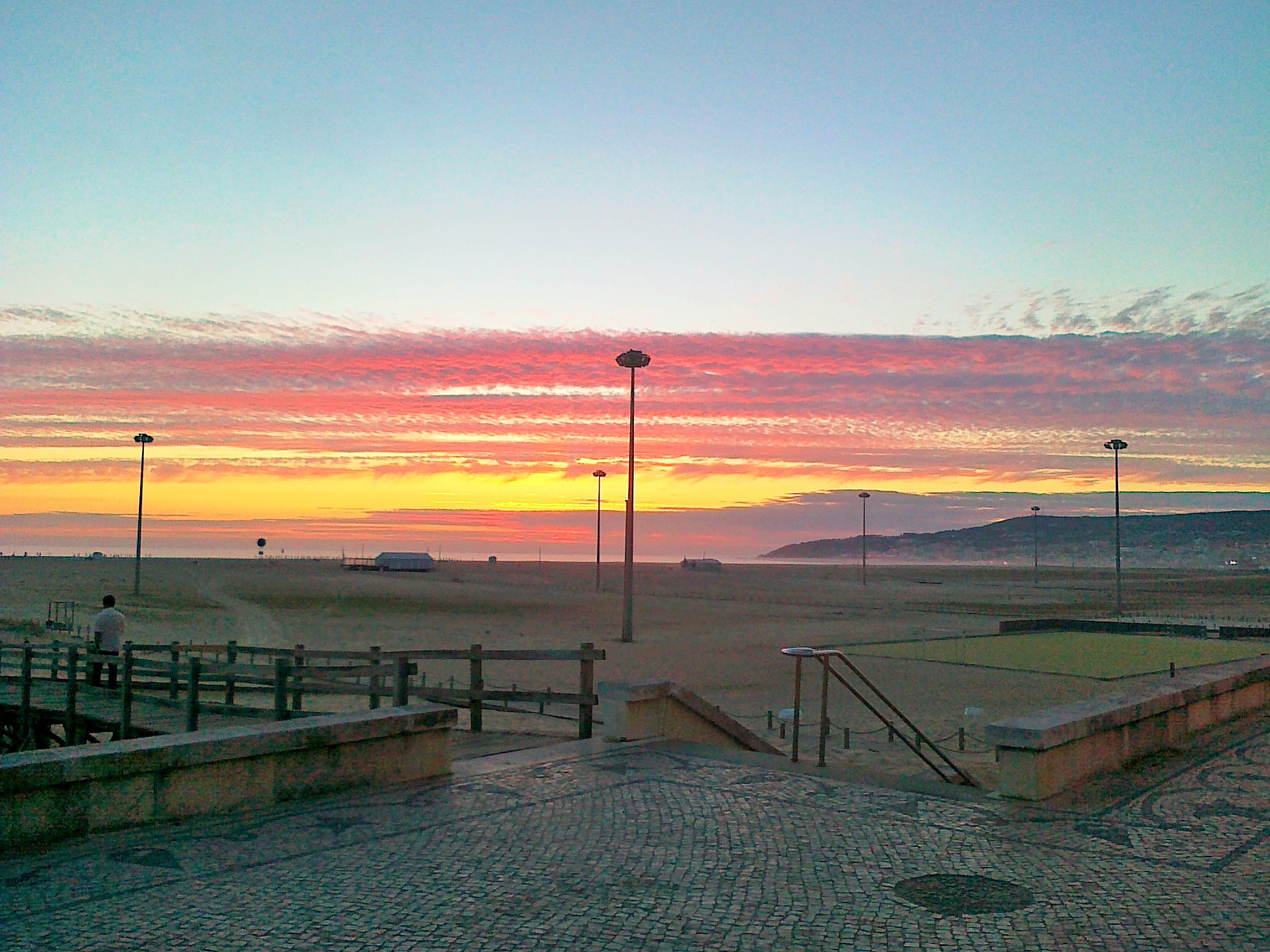
Sonnenuntergang an der Praia da Claridade
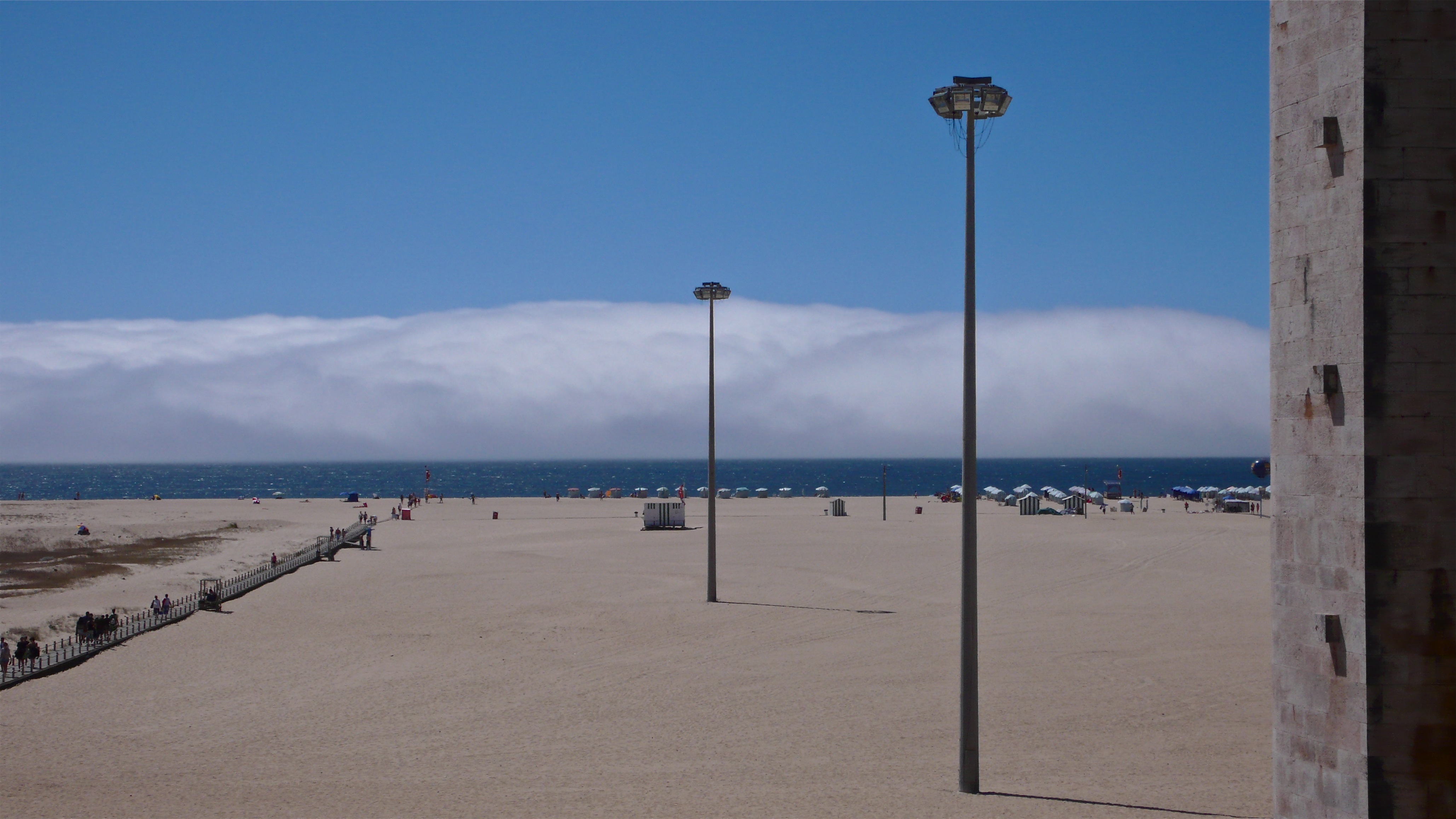
Fußweg vom Uhrturm (rechts) zum Meer